# Diidropiridina
La diidropiridina è un composto eterociclico derivato della piridina e la base di una classe di composti caratterizzati da una parziale saturazione della piridina, con due sostituenti che rimpiazzano un doppio legame.
I derivati sono particolarmente noti in farmacologia come antagonisti del canale del calcio di tipo L e sono impiegati come antipertensivi.
Rispetto ad altri antagonisti del canale del calcio di tipo L, come le fenilalchilammine (verapamil) che hanno azione prevalentemente cardiaca, le diidropiridine sono relativamente selettive per i vasi, fattore che ne attribuisce l'attività antipertensiva.

## Chimica
Il nucleo diidropiridinico fu descritto per la prima volta da Hantzsch nel 1882, come intermedio nella sintesi della piridina.

### Sintesi
Dal punto di vista sintetico le diidropiridine possono essere ottenute mediante la sintesi di Hantzsch.

## Membri della classe
Tra gli antagonisti del canale del calcio di tipo L a nucleo diidropiridinico si hanno, in ordine alfabetico:
- Amlodipina
- Barnidipina
- Felodipina
- Isradipina
- Nicardipina
- Nifedipina
- Nisoldipina
- Nitrendipina